# Plicnivky
Plicnivky jsou parazitičtí červi patřící do třídy Nematoda (hlístice), pro něž je charakteristické, že dospělí jedinci těchto červů se lokalizují v průdušnicích, průdušinkách, samotných plicních sklípcích nebo plicních cévách.

## Charakteristika plicnivek
Jedná se o velmi početnou, morfologicky a biologicky různorodou skupinu červů, jejichž tělo je oblé, protáhlé, většinou vláskovitého, nitkovitého nebo vřetenovitého tvaru. Jsou odděleného pohlaví a vývoj probíhá buď přímo (geohelminté) nebo nepřímo přes mezihostitele (biohelminté). Mezihostitelem jsou suchozemští nebo vodní plži, žížaly a další bezobratlí. Plicnivky mají malou ústní kaspuli, samci mají vyvinutou kopulační burzu i párové spikuly. Nejvýznamnější jsou zástupci z těchto čeledí: Dictyocaulidae, Protostrongylidae, Metastrongylidae, Angiostrongylidae, Crenosomatidae, Filaroididae.

## Druhy plicnivek a jejich hostitelé
- čeleď Dictyocaulidae
  - Dictyocaulus viviparus – skot, buvol, zebra
  - Dictyocaulus filaria – ovce, koza, muflon
  - Dictyocaulus noerneri – jelen, méně již daněk, srnec
  - Dictyocaulus arnfieldi – kůň, osel

- čeleď Protostrogylidae
  - Muellerius capillaris – ovce, koza, muflon, méně ostatní volně žijící přežvýkavci
  - Muellerius tenuispiculatus – kamzík
  - Protostrongylus rufescens – muflon, kamzík, kozorožec i další spárkatá zvěř
  - Protostrongylus brevispiculum – ovce
  - Protostrongylus commutatus – králík, zajíc
  - Capreocaulus capreoli – srnec
  - Bicaulus sagitatus – jelen, daněk
  - Neostrongylus linearis – muflon, kamzík
  - Elaphostrongylus cervi – jelen, srnec, los

- čeleď Metastrongylidae
  - Metastrongylus elongatus – prase divoké, prase domácí
  - Metastrongylus pudendotectus – prase divoké, prase domácí
  - Metastrongylus salmi – prase divoké, prase domácí

- čeleď Angiostrongylidae
  - Angiostrongylus vasorum – pes, liška
  - Aelurostrongylus abstrusus – kočka
  - Angiostrongylus cantonensis – potkan, krysa

- čeleď Crenosomatidae
  - Crenosoma vulpis – pes, liška, jezevec, vlk, kočka
  - Crenosoma mephidis – skunk
  - Crenosoma striatum – ježek

- čeleď Filaroididae
  - Filaroides hirthi – pes a volně žijící masožravci
  - Filaroides osleri – pes a volně žijící masožravci

## Obecný vývojový cyklus plicnivek
Vajíčka nebo larvy se dostávají do průdušnic a jsou spolu s hlenem vykašlávány z plic. Následně jsou definitivním hostelem polknuty a procházejí přes celý trávicí trakt a s trusem do vnějšího prostředí. Druhy s přímým vývojem (geohelminté) se na povrchu půdy několikrát svlékají a poté larvy lezou na traviny, se kterými jsou pozřeny definitivním hostitelem (např. Dictyocaulidae). Larvy druhů s nepřímým vývojovým cyklem (biohelminté) vyhledávají vhodného mezihostitele, nejčastěji suchozemští plži, vodní plži nebo žížaly. V nich larvy prodělávají další vývoj, několikrát se svlékají. Definitivní hostitel se nakazí pozřením těchto mezihostitelů. Jakmile se larvy dostanou do střeva definitivního hostitele, pronikají skrze střevní stěnu do střevních mízních uzlin, odtud do mízního řečiště a následně do krevního oběhu. Krví jsou larvy plicnivek zavlečeny do plic, kde červi pohlavně dospívají a migrují dle druhu buď do plicních sklípků, průdušinek nebo až do průdušnice. Zde kopulují a produkují vajíčka či rovnou larvy.